# Häcksbilstein
Häcksbilstein ist ein Ortsteil in der Gemeinde Kürten im Rheinisch-Bergischen Kreis.

## Beschreibung
Der Ort Häcksbilstein liegt im Tal der Kürtener Sülz an einer nach Norden von der Landesstraße 286 abgehenden Straße östlich von Kürten bei Junkermühle. Bei dem Ort wird Wasser aus der Kürtener Sülz entnommen und mittels der sogenannten Sülzüberleitung in einem 3.100 Meter langen Wasserstollen der Großen Dhünntalsperre zugeführt.
Das Wort Häck deutet nach Interpretation des örtlichen Geschichtsvereins auf den Eigennamen eines früheren Bewohners hin, der hier Eigentum hatte. Die Silbe bil kommt von piel = steil, steil auf. Es handelt sich also um einen Ort an einem steilen Stein. Und in der Tat, geht die Straße steil den Berg hoch.

## Geschichte
Die Topographia Ducatus Montani des Erich Philipp Ploennies aus dem Jahre 1715, Blatt Amt Steinbach, belegt, dass der Ort bereits 1715 als Ort mit zwei Höfen bestand und als Bilstein bezeichnet wurde. Carl Friedrich von Wiebeking benennt die Hofschaft auf seiner Charte des Herzogthums Berg 1789 als Bilstein. Aus ihr geht hervor, dass Häcksbilstein zu dieser Zeit Teil der Honschaft Berg im Kirchspiel Kürten im Landgericht Kürten war.
Unter der französischen Verwaltung zwischen 1806 und 1813 wurde das Amt Steinbach aufgelöst und Häcksbilstein wurde politisch der Mairie Olpe im Kanton Wipperfürth  im Arrondissement Elberfeld zugeordnet. 1816 wandelten die Preußen die Mairie zur Bürgermeisterei Olpe im Kreis Wipperfürth.
Häcksbilstein gehörte zu dieser Zeit zur Gemeinde Olpe.
Der Ort ist auf der Topographischen Aufnahme der Rheinlande von 1824 als Billstein und auf der Preußischen Uraufnahme von 1840 als Häckbillstein verzeichnet.
Ab der Preußischen Neuaufnahme von 1892 ist er auf Messtischblättern regelmäßig als Häcksbilstein verzeichnet.
1822 lebten zwölf Menschen im als Hof kategorisierten und Billstein bezeichneten Ort.
1830 hatte der Ort zwölf Einwohner und wurde mit Neu-Billstein bezeichnet.
Der 1845 laut der Uebersicht des Regierungs-Bezirks Cöln als Weiler kategorisierte Ort besaß zu dieser Zeit acht Wohnhäuser. Zu dieser Zeit lebten 43 Einwohner im Häcks-Bilstein genannten Ort, davon 32 katholischen und elf evangelischen Bekenntnisses.
Die Gemeinde- und Gutbezirksstatistik der Rheinprovinz führt Häcksbilstein 1871 mit sechs Wohnhäusern und 39 Einwohnern auf.
Im Gemeindelexikon für die Provinz Rheinland von 1888 werden sieben Wohnhäuser mit 30 Einwohnern angegeben und der Ort mit bezeichnet.
1895 hatte der Ort sechs Wohnhäuser und 31 Einwohner.
1905 besaß der Ort fünf Wohnhäuser und 20 Einwohner und gehörte konfessionell zum katholischen Kirchspiel Olpe.
1927 wurden die Bürgermeisterei Olpe in das Amt Olpe überführt. In der Weimarer Republik wurden 1929 die Ämter Kürten mit den Gemeinden Kürten und Bechen und Olpe mit den Gemeinden Olpe und Wipperfeld zum Amt Kürten zusammengelegt. Der Kreis Wipperfürth ging am 1. Oktober 1932 in den Rheinisch-Bergischen Kreis mit Sitz in Bergisch Gladbach auf.
1975 entstand aufgrund des Köln-Gesetzes die heutige Gemeinde Kürten, zu der neben den Ämtern Kürten, Bechen und Olpe ein Teilgebiet der Stadt Bensberg mit Dürscheid und den umliegenden Gebieten kam.